# 蒲生保郷
蒲生 保郷（がもう やすさと、1873年〈明治6年〉8月17日 - 1928年〈昭和3年〉9月11日）は、日本の教育者。福島高等商業学校初代校長。

## 経歴
旧平戸藩士の蒲生林作の子として生まれる。高等商業学校（現一橋大学）卒業。山口高等商業学校の教授を勤めていた。
1909年から1910年にかけて、文部相派遣外国留学生（文部省督学官）としてイギリスに留学しロンドンに滞在する。その際にボーイスカウトの整然たる活動に興味を持ち、ボーイスカウト運動に関する書籍類などを収集。日本に持ち帰る。
帰国後、収集した英国ボーイスカウトに関する書籍を桂太郎首相と小松原英太郎文部大臣に贈呈し、政府に「日本でも少年団活動を検討すべし」との建白書を提出する
。
1921年12月から1927年8月、福島高等商業学校（現福島大学経済学部）の初代校長に就任。

## 家族
弟の蒲生治郷は高岡高等商業学校の教授を務めた。

## 著作
- 会計学原論
- 英国に於ける計算人の職務の一として「計算書類の作成」に就て（大正5年、山口高商第十週年記念講演集）